# Best Sommelier of the World
Best Sommelier of the World is een (in principe) driejaarlijkse wedstrijd waarbij een beste sommelier van de wereld wordt gekozen. De eerste editie vond plaats in 1969.

## Edities[1]
| Jaar | Datum                | Plaats    | Goud                          | Zilver                                         |
| ---- | -------------------- | --------- | ----------------------------- | ---------------------------------------------- |
| 1969 |                      | Brussel   | Armand Melkonian Frankrijk    |                                                |
| 1971 |                      |           | Piero Sattanino Italië        |                                                |
| 1978 |                      |           | Giuseppe Vaccarini Italië     |                                                |
| 1983 |                      |           | Jean-Luc Pouteau Frankrijk    |                                                |
| 1986 |                      |           | Jean-Claude Jambon Frankrijk  |                                                |
| 1989 |                      |           | Serge Dubs Frankrijk          |                                                |
| 1992 |                      |           | Philippe Faure-Brac Frankrijk |                                                |
| 1995 |                      |           | Shinya Tasaki Frankrijk       |                                                |
| 1998 |                      |           | Markus del Monego Duitsland   |                                                |
| 2001 | 2000                 |           | Olivier Poussier Frankrijk    |                                                |
| 2004 |                      |           | Enrico Bernardo Italië        |                                                |
| 2007 |                      |           | Andreas Larsson Zweden        |                                                |
| 2010 | 20 tot 22 maart 2010 | Santiago  | Gérard Basset Frankrijk       |                                                |
| 2013 | 26-29 maart          | Tokio     | Paolo Basso Zwitserland       | Véronique Rivest Canada, Aristide Spies België |
| 2016 |                      | Mendoza   | Jon Arvid Rosengren Zweden    | David Biraud Frankrijk, Julie Dupouy Ierland   |
| 2019 | 11 tot 15 maart 2019 | Antwerpen |                               |                                                |